# Visintini (Croazia)
Visintini (croatizzato Vižintini) è un centro abitato della Croazia, frazione del comune di Portole, nella Regione istriana.

## Storia

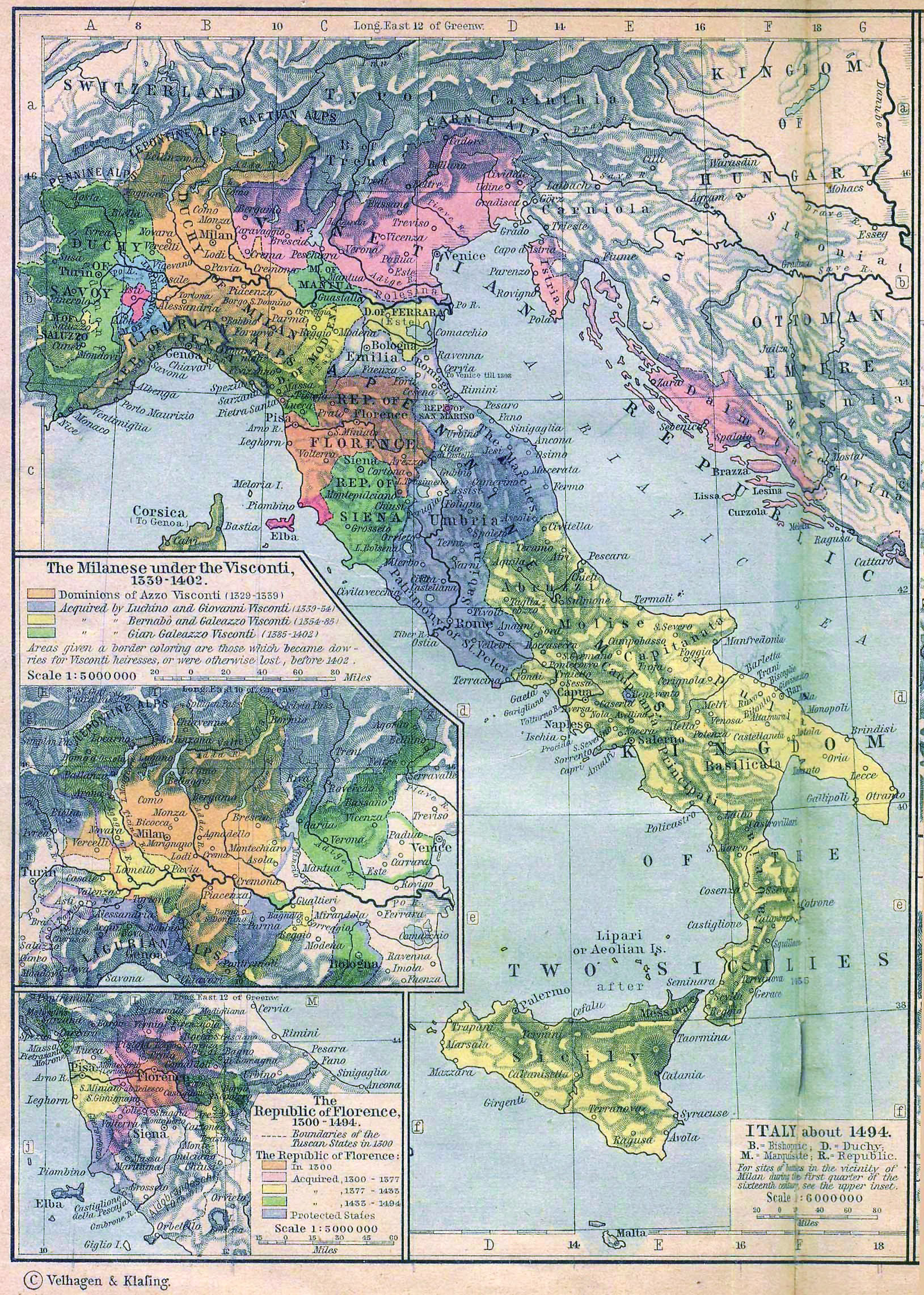
Cartina dell'Italia nel 1494

Divenne bizantina attorno alla metà del VI secolo. Successivamente passò nelle mani Francesi e poi, nel 1278, si unì alla Repubblica di Venezia. Nel 1797,in seguito al Trattato di Campoformio, Visintini passò all'Impero Austriaco. Nel 1805 la cittadina entrò a far parte del Regno d'Italia Napoleonico . Dopo la sconfitta di Napoleone nel 1813 e la caduta del Regno d'Italia ritornò sotto il dominio dell'Impero Austriaco. Nel 1921 Visintini entrò, come tutta la Venezia Giulia, a far parte d'Italia, e successivamente venne inserita nella provincia dell'Istria. Il trattato di Pace di Parigi del 1947, al termine della Seconda guerra mondiale, assegnò l'Istria alla Jugoslavia. Al termine della Seconda guerra mondiale, il trattato di Parigi, assegnò l'Istria alla Jugoslavia.  Successivamente, al pari del resto dell'Istria, gran parte della popolazione italiana scelse l'esodo per sfuggire alla pulizia etnica messa in atto dai soldati comunisti slavi del maresciallo Josip Broz Tito. Dopo l'esodo le case lasciate dagli italiani vennero successivamente occupate da popolazioni slave provenienti dai Balcani; invece gli italiani rimasti subirono la slavizzazione forzata  ed (in parte) il sequestro dei propri beni. Nel 1991, con la secessione dalla Jugoslavia della Croazia, passò sotto la sovranità di quest'ultima.

## Società

### Evoluzione demografica
| 1880 | 1890 | 1900 | 1910 | 1948 | 1953 | 1961 | 1971 | 1981 | 1991 | 2001 | 2011 |
| 85   | 101  | 114  | 122  | 120  | 109  | 75   | 50   | 48   | 40   | 33   | 22   |